# Heffingen
Heffingen (in lussemburghese: Hienefech) è un comune del Lussemburgo centrale. Fa parte del cantone di Mersch, nel distretto di Lussemburgo. 
Nel 2005, la città di Heffingen, capoluogo del comune che si trova nella parte settentrionale del suo territorio, aveva una popolazione di 598 abitanti. L'altra località che fa capo al comune è Reuland.